# Pelota basca nos Jogos Sul-Americanos de 2018
As competições de pelota basca nos Jogos Sul-Americanos de 2018 ocorreram nos dias 3 e 8 de junho em um total de 5 eventos. As competições aconteceram no Complexo Municipal de Sacaba, localizado em Cochabamba, Bolívia.

## Calendário
| Maio / Junho | 26 | 27 | 28 | 29 | 30 | 31 | 1 | 2 | 3 | 4 | 5 | 6 | 7 | 8 |
| ------------ | -- | -- | -- | -- | -- | -- | - | - | - | - | - | - | - | - |
| Pelota basca |    |    |    |    |    |    |   |   |   |   |   |   |   | 5 |

|  | Dia de competição |  | Dia de final |

## Medalhistas
Masculino
| Evento                            | Ouro                                               | Prata                                       | Bronze                                   |
| --------------------------------- | -------------------------------------------------- | ------------------------------------------- | ---------------------------------------- |
| Pelota de goma trinquete detalhes | Facundo Andreasen Santiago Andreasen ARG Argentina | Lucas Rivas Raúl Comesaña URU Uruguai       | Manuel Domínguez Raimundo Sáez CHI Chile |
| Mão individual frontón detalhes   | Milton Cayoja BOL Bolívia                          | Nicolás Comas ARG Argentina                 | Richard Airala URU Uruguai               |
| Frontenis detalhes                | Jonathan Miranda Tomás Suárez ARG Argentina        | Jesús García Toro Julián González CHI Chile | David Yupanqui Juan Bezada PER Peru      |

Feminino
| Evento                            | Ouro                                        | Prata                                       | Bronze                                       |
| --------------------------------- | ------------------------------------------- | ------------------------------------------- | -------------------------------------------- |
| Pelota de goma trinquete detalhes | Johanna Zair María Lis García ARG Argentina | Mariangel Maneiro Sofía Vicente URU Uruguai | Maritxu Bastarrica Zita Solas CHI Chile      |
| Frontenis detalhes                | Magdalena Muñoz Natalia Bozzo CHI Chile     | Lucila Busson Melina Spahn ARG Argentina    | Mía Belén Rodríguez Nathaly Paredes PER Peru |

## Quadro de medalhas
| Ordem | País          | Medalha de ouro | Medalha de prata | Medalha de bronze | Total | Ordem por total |
| ----- | ------------- | --------------- | ---------------- | ----------------- | ----- | --------------- |
| 1     | ARG Argentina | 3               | 2                |                   | 5     | 1               |
| 2     | CHI Chile     | 1               | 1                | 2                 | 4     | 2               |
| 3     | BOL Bolívia   | 1               |                  |                   | 1     | 5               |
| 4     | URU Uruguai   |                 | 2                | 1                 | 3     | 3               |
| 5     | PER Peru      |                 |                  | 2                 | 2     | 4               |
| TOTAL | TOTAL         | 5               | 5                | 5                 | 15    | —               |